# Marie Ludovika z Lobkovic
Marie Ludovika Anna Františka z Lobkovic (německy Maria Ludovika Anna Franziska von Lobkowitz, 20. října 1683, Baden-Baden – 20. ledna 1750, Řezno) byla česká šlechtična z knížecího rodu Lobkoviců, provdaná princezna z Thurn-Taxisu.

## Život
Marie Luisa se narodila 20. října 1683 v Baden-Badenu jako páté dítě (druhá dcera) Ferdinanda Augusta z Lobkovic, vévody zaháňského a jeho druhé manželky Marie Anny Bádenské.
Její matka zemřela když bylo Marii Luise 17 let a její otec se potřetí oženil s Marií Filipinou z Althannu.

### Manželství a rodina
O dva roky později, 10. ledna 1703 se 19letá Marie Luisa provdala za o dva roky staršího prince Anselma Františka z Thurn-Taxisu. Svatba se konala ve Vídni a v Roudnici. Z manželství se narodilo celkem pět dětí, z nichž čtyři se dožily dospělosti:
- Alexandr Ferdinand (1704–1773), 3. kníže z Turn-Taxisu, třikrát ženatý, měl mnoho potomků
- Marie Filipina (1705–1706), zemřela v kojeneckém věku
- Marie Augusta (1706–1756), manželka württemberského vévody Karla I. Alexandra, měla šest dětí
- Kristián Adam (1710–1745), kníže z Turn-Taxisuu.

Manželé žili v Bruselu a Frankfurtu nad Mohanem, kde návrhu francouzského architekta Roberta de Cotta započali s výstavbou nového paláce.
Po smrti svého otce zdědil Anselm František 21. února 1714 titul říšského knížete. Zemřel 8. listopadu 1739.
Marie Luisa zemřela 20. ledna 1750 v Řezně, svého manžela přežila o více než deset let.

## Vývod z předků
| Zdeněk Vojtěch Popel z Lobkovic | Zdeněk Vojtěch Popel z Lobkovic | Zdeněk Vojtěch Popel z Lobkovic | Zdeněk Vojtěch Popel z Lobkovic | Zdeněk Vojtěch Popel z Lobkovic  | Zdeněk Vojtěch Popel z Lobkovic  |                                  |                                  | Polyxena z Pernštejna            | Polyxena z Pernštejna            | Polyxena z Pernštejna | Polyxena z Pernštejna | Polyxena z Pernštejna       | Polyxena z Pernštejna       |                             |                             | August Falcko-Sulzbašský    | August Falcko-Sulzbašský    | August Falcko-Sulzbašský | August Falcko-Sulzbašský | August Falcko-Sulzbašský       | August Falcko-Sulzbašský       |                                |                                | Hedvika Šlesvicko-Holštýnsko-Gotorpská | Hedvika Šlesvicko-Holštýnsko-Gotorpská | Hedvika Šlesvicko-Holštýnsko-Gotorpská | Hedvika Šlesvicko-Holštýnsko-Gotorpská | Hedvika Šlesvicko-Holštýnsko-Gotorpská | Hedvika Šlesvicko-Holštýnsko-Gotorpská |  |  | Eduard Fortunát Bádenský | Eduard Fortunát Bádenský | Eduard Fortunát Bádenský | Eduard Fortunát Bádenský | Eduard Fortunát Bádenský | Eduard Fortunát Bádenský |                |                | Marie фон Акен | Marie фон Акен | Marie фон Акен | Marie фон Акен | Marie фон Акен      | Marie фон Акен      |                     |                     | Arnošt I. z Oettingen-Wallesteinu | Arnošt I. z Oettingen-Wallesteinu | Arnošt I. z Oettingen-Wallesteinu | Arnošt I. z Oettingen-Wallesteinu | Arnošt I. z Oettingen-Wallesteinu | Arnošt I. z Oettingen-Wallesteinu |                              |                              | Kateřina z Helfenstein-Wiesensteigu | Kateřina z Helfenstein-Wiesensteigu | Kateřina z Helfenstein-Wiesensteigu | Kateřina z Helfenstein-Wiesensteigu | Kateřina z Helfenstein-Wiesensteigu | Kateřina z Helfenstein-Wiesensteigu |  |  |
| Zdeněk Vojtěch Popel z Lobkovic | Zdeněk Vojtěch Popel z Lobkovic | Zdeněk Vojtěch Popel z Lobkovic | Zdeněk Vojtěch Popel z Lobkovic | Zdeněk Vojtěch Popel z Lobkovic  | Zdeněk Vojtěch Popel z Lobkovic  |                                  |                                  | Polyxena z Pernštejna            | Polyxena z Pernštejna            | Polyxena z Pernštejna | Polyxena z Pernštejna | Polyxena z Pernštejna       | Polyxena z Pernštejna       |                             |                             | August Falcko-Sulzbašský    | August Falcko-Sulzbašský    | August Falcko-Sulzbašský | August Falcko-Sulzbašský | August Falcko-Sulzbašský       | August Falcko-Sulzbašský       |                                |                                | Hedvika Šlesvicko-Holštýnsko-Gotorpská | Hedvika Šlesvicko-Holštýnsko-Gotorpská | Hedvika Šlesvicko-Holštýnsko-Gotorpská | Hedvika Šlesvicko-Holštýnsko-Gotorpská | Hedvika Šlesvicko-Holštýnsko-Gotorpská | Hedvika Šlesvicko-Holštýnsko-Gotorpská |  |  | Eduard Fortunát Bádenský | Eduard Fortunát Bádenský | Eduard Fortunát Bádenský | Eduard Fortunát Bádenský | Eduard Fortunát Bádenský | Eduard Fortunát Bádenský |                |                | Marie фон Акен | Marie фон Акен | Marie фон Акен | Marie фон Акен | Marie фон Акен      | Marie фон Акен      |                     |                     | Arnošt I. z Oettingen-Wallesteinu | Arnošt I. z Oettingen-Wallesteinu | Arnošt I. z Oettingen-Wallesteinu | Arnošt I. z Oettingen-Wallesteinu | Arnošt I. z Oettingen-Wallesteinu | Arnošt I. z Oettingen-Wallesteinu |                              |                              | Kateřina z Helfenstein-Wiesensteigu | Kateřina z Helfenstein-Wiesensteigu | Kateřina z Helfenstein-Wiesensteigu | Kateřina z Helfenstein-Wiesensteigu | Kateřina z Helfenstein-Wiesensteigu | Kateřina z Helfenstein-Wiesensteigu |  |  |
|                                 |                                 |                                 |                                 |                                  |                                  |                                  |                                  |                                  |                                  |                       |                       |                             |                             |                             |                             |                             |                             |                          |                          |                                |                                |                                |                                |                                        |                                        |                                        |                                        |                                        |                                        |  |  |                          |                          |                          |                          |                          |                          |                |                |                |                |                |                |                     |                     |                     |                     |                                   |                                   |                                   |                                   |                                   |                                   |                              |                              |                                     |                                     |                                     |                                     |                                     |                                     |  |  |
|                                 |                                 |                                 |                                 |                                  |                                  |                                  |                                  |                                  |                                  |                       |                       |                             |                             |                             |                             |                             |                             |                          |                          |                                |                                |                                |                                |                                        |                                        |                                        |                                        |                                        |                                        |  |  |                          |                          |                          |                          |                          |                          |                |                |                |                |                |                |                     |                     |                     |                     |                                   |                                   |                                   |                                   |                                   |                                   |                              |                              |                                     |                                     |                                     |                                     |                                     |                                     |  |  |
|                                 |                                 |                                 |                                 | Václav Eusebius Popel z Lobkovic | Václav Eusebius Popel z Lobkovic | Václav Eusebius Popel z Lobkovic | Václav Eusebius Popel z Lobkovic | Václav Eusebius Popel z Lobkovic | Václav Eusebius Popel z Lobkovic |                       |                       |                             |                             |                             |                             |                             |                             |                          |                          | Augusta Žofie Falco-Sulcbašská | Augusta Žofie Falco-Sulcbašská | Augusta Žofie Falco-Sulcbašská | Augusta Žofie Falco-Sulcbašská | Augusta Žofie Falco-Sulcbašská         | Augusta Žofie Falco-Sulcbašská         |                                        |                                        |                                        |                                        |  |  |                          |                          |                          |                          | Vilém Bádenský           | Vilém Bádenský           | Vilém Bádenský | Vilém Bádenský | Vilém Bádenský | Vilém Bádenský |                |                |                     |                     |                     |                     |                                   |                                   |                                   |                                   | Marie Magdalena z Oettingenu      | Marie Magdalena z Oettingenu      | Marie Magdalena z Oettingenu | Marie Magdalena z Oettingenu | Marie Magdalena z Oettingenu        | Marie Magdalena z Oettingenu        |                                     |                                     |                                     |                                     |  |  |
|                                 |                                 |                                 |                                 | Václav Eusebius Popel z Lobkovic | Václav Eusebius Popel z Lobkovic | Václav Eusebius Popel z Lobkovic | Václav Eusebius Popel z Lobkovic | Václav Eusebius Popel z Lobkovic | Václav Eusebius Popel z Lobkovic |                       |                       |                             |                             |                             |                             |                             |                             |                          |                          | Augusta Žofie Falco-Sulcbašská | Augusta Žofie Falco-Sulcbašská | Augusta Žofie Falco-Sulcbašská | Augusta Žofie Falco-Sulcbašská | Augusta Žofie Falco-Sulcbašská         | Augusta Žofie Falco-Sulcbašská         |                                        |                                        |                                        |                                        |  |  |                          |                          |                          |                          | Vilém Bádenský           | Vilém Bádenský           | Vilém Bádenský | Vilém Bádenský | Vilém Bádenský | Vilém Bádenský |                |                |                     |                     |                     |                     |                                   |                                   |                                   |                                   | Marie Magdalena z Oettingenu      | Marie Magdalena z Oettingenu      | Marie Magdalena z Oettingenu | Marie Magdalena z Oettingenu | Marie Magdalena z Oettingenu        | Marie Magdalena z Oettingenu        |                                     |                                     |                                     |                                     |  |  |
|                                 |                                 |                                 |                                 |                                  |                                  |                                  |                                  |                                  |                                  |                       |                       |                             |                             |                             |                             |                             |                             |                          |                          |                                |                                |                                |                                |                                        |                                        |                                        |                                        |                                        |                                        |  |  |                          |                          |                          |                          |                          |                          |                |                |                |                |                |                |                     |                     |                     |                     |                                   |                                   |                                   |                                   |                                   |                                   |                              |                              |                                     |                                     |                                     |                                     |                                     |                                     |  |  |
|                                 |                                 |                                 |                                 |                                  |                                  |                                  |                                  |                                  |                                  |                       |                       |                             |                             |                             |                             |                             |                             |                          |                          |                                |                                |                                |                                |                                        |                                        |                                        |                                        |                                        |                                        |  |  |                          |                          |                          |                          |                          |                          |                |                |                |                |                |                |                     |                     |                     |                     |                                   |                                   |                                   |                                   |                                   |                                   |                              |                              |                                     |                                     |                                     |                                     |                                     |                                     |  |  |
|                                 |                                 |                                 |                                 |                                  |                                  |                                  |                                  |                                  |                                  |                       |                       | Ferdinand August z Lobkovic | Ferdinand August z Lobkovic | Ferdinand August z Lobkovic | Ferdinand August z Lobkovic | Ferdinand August z Lobkovic | Ferdinand August z Lobkovic |                          |                          |                                |                                |                                |                                |                                        |                                        |                                        |                                        |                                        |                                        |  |  |                          |                          |                          |                          |                          |                          |                |                |                |                |                |                | Marie Anna Bádenská | Marie Anna Bádenská | Marie Anna Bádenská | Marie Anna Bádenská | Marie Anna Bádenská               | Marie Anna Bádenská               |                                   |                                   |                                   |                                   |                              |                              |                                     |                                     |                                     |                                     |                                     |                                     |  |  |
|                                 |                                 |                                 |                                 |                                  |                                  |                                  |                                  |                                  |                                  |                       |                       | Ferdinand August z Lobkovic | Ferdinand August z Lobkovic | Ferdinand August z Lobkovic | Ferdinand August z Lobkovic | Ferdinand August z Lobkovic | Ferdinand August z Lobkovic |                          |                          |                                |                                |                                |                                |                                        |                                        |                                        |                                        |                                        |                                        |  |  |                          |                          |                          |                          |                          |                          |                |                |                |                |                |                | Marie Anna Bádenská | Marie Anna Bádenská | Marie Anna Bádenská | Marie Anna Bádenská | Marie Anna Bádenská               | Marie Anna Bádenská               |                                   |                                   |                                   |                                   |                              |                              |                                     |                                     |                                     |                                     |                                     |                                     |  |  |
|                                 |                                 |                                 |                                 |                                  |                                  |                                  |                                  |                                  |                                  |                       |                       |                             |                             |                             |                             |                             |                             |                          |                          |                                |                                |                                |                                |                                        |                                        |                                        |                                        |                                        |                                        |  |  |                          |                          |                          |                          |                          |                          |                |                |                |                |                |                |                     |                     |                     |                     |                                   |                                   |                                   |                                   |                                   |                                   |                              |                              |                                     |                                     |                                     |                                     |                                     |                                     |  |  |
|                                 |                                 |                                 |                                 |                                  |                                  |                                  |                                  |                                  |                                  |                       |                       |                             |                             |                             |                             |                             |                             |                          |                          |                                |                                |                                |                                |                                        |                                        |                                        |                                        |                                        |                                        |  |  |                          |                          |                          |                          |                          |                          |                |                |                |                |                |                |                     |                     |                     |                     |                                   |                                   |                                   |                                   |                                   |                                   |                              |                              |                                     |                                     |                                     |                                     |                                     |                                     |  |  |
|                                 |                                 |                                 |                                 |                                  |                                  |                                  |                                  |                                  |                                  |                       |                       |                             |                             |                             |                             |                             |                             |                          |                          |                                |                                |                                |                                |                                        |                                        |                                        |                                        | Marie Ludovika                         |                                        |  |  |                          |                          |                          |                          |                          |                          |                |                |                |                |                |                |                     |                     |                     |                     |                                   |                                   |                                   |                                   |                                   |                                   |                              |                              |                                     |                                     |                                     |                                     |                                     |                                     |  |  |
|                                 |                                 |                                 |                                 |                                  |                                  |                                  |                                  |                                  |                                  |                       |                       |                             |                             |                             |                             |                             |                             |                          |                          |                                |                                |                                |                                |                                        |                                        |                                        |                                        |                                        |                                        |  |  |                          |                          |                          |                          |                          |                          |                |                |                |                |                |                |                     |                     |                     |                     |                                   |                                   |                                   |                                   |                                   |                                   |                              |                              |                                     |                                     |                                     |                                     |                                     |                                     |  |  |